# Perdita albipes
Perdita albipes är en biart som beskrevs av Timberlake 1962. Perdita albipes ingår i släktet Perdita och familjen grävbin. Inga underarter finns listade i Catalogue of Life.